# Sferna aberacija
Sferna aberacija je napaka, ki se pojavlja na optičnih napravah. Nastane zaradi tega, ker se žarki, ki zadenejo zunanji del leče, lomijo drugače kot žarki, ki vstopajo v lečo v osrednjem delu leče. Zaradi tega nastane napaka na sliki, ki jo da leča. Sferna aberacija vpliva na ostrino slike, ne pa na obliko (slika se zaradi tega ne popači).

## Izračun velikosti sferne aberacije
Razdalja na optični osi med zbirnima točkama centralnega in skrajnega zunanjega žarka, se imenuje vzdolžna aberacija.

Premer kroga {\displaystyle \delta '\!} na optični osi, kjer se zberejo centralni in zunanji žarki, se izračuna po obrazcu
{\displaystyle {\delta '}={\frac {2h_{1}\delta s'}{a'}}}
kjer je 
- {\displaystyle 2h_{1}\!} premer odptine optičnega sistema
- {\displaystyle a'\!} razdalja od optičnega sistema do slike
- {\displaystyle \delta s'\!} vzdolžna aberacija leče

Kadar je predmet v neskončnosti, dobimo
{\displaystyle a'=f'\!}
kjer je 
- {\displaystyle f'\!} zadnja zadnja goriščna razdalja.

## Zmanjševanje sferne aberacije
Posledice sferne aberacije lahko zmanjšamo s tem, da prepuščamo vstopne žarke samo v osrednjem delu leče (z uporabo zaslonke na vhodu, glej zgornjo sliko na levi strani) ali pa uporabimo sliko, ki ni popolnoma ostra (ni v fokusu, glej spodnjo sliko na levi strani).

V optičnih sistemih lahko zmanjšamo vpliv sferne aberacije tudi s kombinacijo konveksnih in konkavnih leč ali z uporabo nekrogelnih leč (asfernih leč).
Pri preprostih optičnih sistemih lahko zmanjšamo sferno aberacijo tako, da uporabimo leče s polmeri {\displaystyle R_{1}\!} in {\displaystyle R_{2}\!} ukrivljenosti površin leč, ki morajo zadovoljevati naslednjemu pogoju:
{\displaystyle {\frac {R_{1}+R_{2}}{R_{1}-R_{2}}}={\frac {2\left(n^{2}-1\right)}{n+2}}\left({\frac {i+o}{i-o}}\right)}
kjer je
- {\displaystyle o\!} oddaljenost predmeta
- {\displaystyle i\!} oddaljenost slike
- {\displaystyle i\!} lomni količnik.